# 1928年サンモリッツオリンピックのオランダ選手団
1928年サンモリッツオリンピックのオランダ選手団（1928ねんサンモリッツオリンピックのオランダせんしゅだん）は、1928年2月11日から2月19日までスイスのサンモリッツで開催された1928年サンモリッツオリンピックのオランダ選手団、およびその競技結果。

## 概要
今大会は、オランダ選手団にとって冬季オリンピック初参加の大会となったが、メダルの獲得には至らなかった。

## メダル
オランダ勢のメダル獲得はなかった。